# 伞把竹
伞把竹（学名：Fargesia utilis）为禾本科箭竹属下的一个种。

## 扩展阅读
- 維基物種上的相關：伞把竹